# Böske Simon

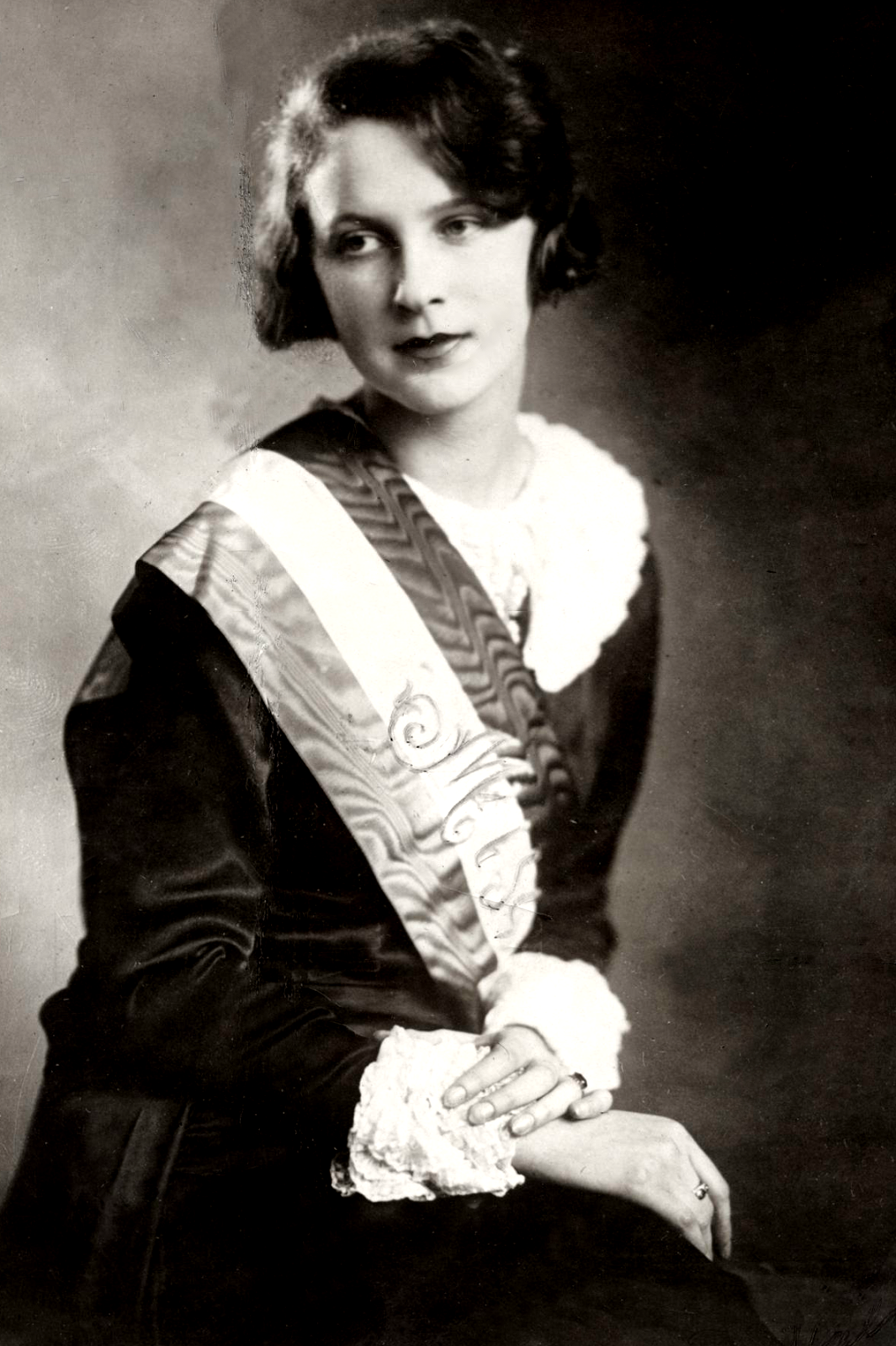
Simon en 1929

Böske Simon (1909–1970) fue una reina de belleza judía húngara, la primera ganadora del título de Miss Hungría (1929) y la ganadora del concurso de Miss Europa 1929, celebrado en París. Tras su victoria en París, fue recibida en audiencia privada por el presidente francés, agasajada en Viena en su viaje de regreso a Hungría y recibida en la estación de tren de Budapest por una multitud de miles de personas. Sin embargo, pronto fue objeto de ataques antisemitas y presiones políticas. El 22 de diciembre de 1929 se casó con el heredero de una empresa textil, Pál Brammer, pero la pareja se divorció en 1935. Posteriormente se casó con Dániel Jób, director artístico del Comedy Theatre of Budapest. La pareja sobrevivió a la Segunda Guerra Mundial escondida, pero vivió en la pobreza durante el resto de sus vidas.